# バリそば

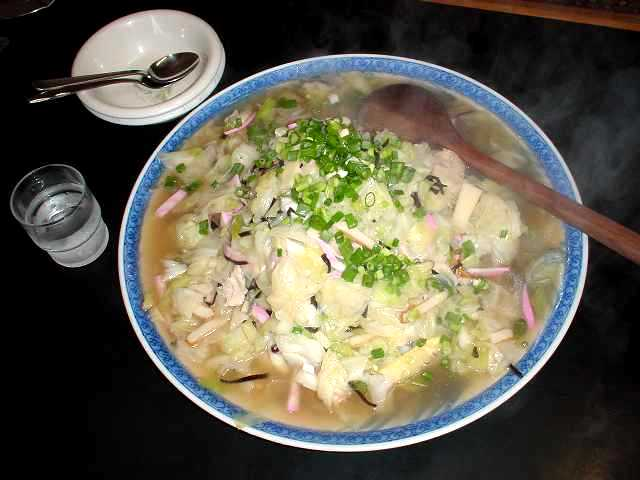
バリそば（3人前）

バリそばは、山口県、特に山口市とその近郊で食べられている麺料理。ばりそばと表記される場合もある。

## 概要
太めの揚げた中華麺の上に、大ぶりのキャベツ、タケノコ、シイタケ、キクラゲなどの野菜をたっぷり入れゆるめにとろみを付けた鶏がらベースのスープがかかっている。スープで麺を柔らかくして酢または酢醤油、ポン酢醤油などをかけて食べるのが一般的である。山口県内では学校給食でも提供される。
第二次世界大戦後に台湾の麺料理を参考に作られたもので、山口市にある春来軒が元祖だといわれる。2000年頃から、扱う店舗がある湯田温泉でご当地グルメとして盛り上げようという機運が生まれた。揚げた麺が「バリバリ」しているや、食べたときに「バリバリ」音がするところから名前は来ているという。
スープの具も多いが麺の量もとにかく多く、店によって異なるが、1人前で2人前くらいの量で出てくる。大皿に盛られた3人前や5人前というメニューも存在し、大人数で取り分けて食べる。
揚げ麺を使った料理ということでかた焼きそば、あるいは長崎の名物である皿うどんに類似しているが、上にかかるものが「あん」というよりは「スープ」に近く、そのとろみも緩い（従ってかなり汁気が多い）点が異なる。また、皿うどんには一般に細麺が使われている点でも異なる。ただし、山口市周辺では（細麺でとろみの強いあんのかかった）皿うどんそのもののことを「バリソバ」と称する店もある。